# Buzhu
Prema kineskim legendama, Buzhu (ili Buku; kineski 不窋) bio je kineski plemić koji je živio tijekom dinastije Xije. Njegov otac je bio ministar poljoprivrede Hou Ji te ga je Buzhu naslijedio na mjestu ministra tijekom vladavine kralja Kong Jije. Budući da je smatrao kako su ljudi na dvoru postali izopačeni, Buzhu se preselio iz glavnog grada u Tai. On ili njegov sin Ji Ju napustio je agrikulturu.
Smatran je pretkom kraljeva iz dinastije Zhou. Unuk mu je bio Gong Liu.